# 塔莱 (吉伦特省)
塔莱（法語：Talais，發音：[talɛ]）是法国吉伦特省莱斯帕尔梅多克区的市镇，位于该省西北部，梅多克半岛北端，面积15.27平方千米，2022年1月1日人口为756人。

## 地理
塔莱（45°28'19"N, 1°3'28"W）面积15.27 平方千米，位于法国新阿基坦大区吉倫特省，该省份为法国西南部沿海省份，是法國本土面积最大的省，北起滨海夏朗德省，西临大西洋，南至朗德省，东南接洛特-加龍省，东临多爾多涅省。
与塔莱接壤的市镇（或旧市镇、城区）包括：滨海苏拉克、圣维维安德梅多克、格拉扬和洛皮塔勒、阿尔斯、吉伦特河畔梅谢、吉伦特河畔塔尔蒙。
塔莱的时区为UTC+01:00、UTC+02:00（夏令时）。

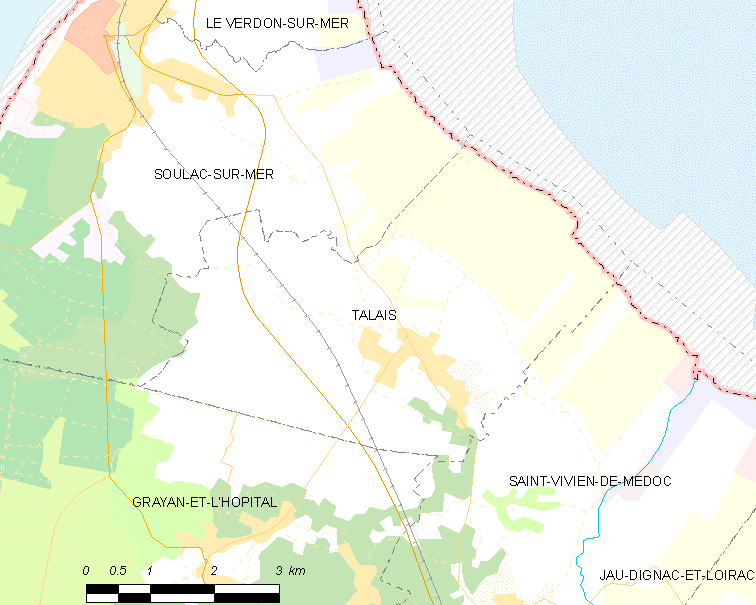
塔莱的OSM定位图

## 行政
塔莱的邮政编码为33590，INSEE市镇编码为33521。

## 政治
塔莱所属的省级选区为北梅多克县。

## 人口

1962-2008年间塔莱人口变化图示

塔莱于2022年1月1日时的人口数量为756人。